# Cúmulo globular M72
Messier 72 (también conocido como M72 o NGC 6981) es un cúmulo globular en la constelación de Acuario descubierto por Pierre Méchain el 29 de agosto de 1780. Charles Messier lo buscó el 4 y 5 de octubre siguiente, y lo incluyó en su catálogo. Ambos decidieron que era una nebulosa débil y no un cúmulo como es conocido hoy en día. 
El M72 está situado a unos 53.000 años luz desde la Tierra y se encuentra a una considerable distancia más allá del centro galáctico. Generalmente considerado un cúmulo joven, el cúmulo tiene varias gigantes azules, aunque generalmente los cúmulos estelares contienen las estrellas más viejas.